# 新庄子镇 (凌海市)
新庄子镇，是中华人民共和国辽宁省锦州市凌海市下辖的一个乡镇级行政单位。

## 行政区划
新庄子镇下辖以下地区：
新庄子村、向阳村、曹家村、姜木村、六段村、九道村、礼中村、大明村、徐河村、将军村、北马村、南马村、崔坨村和李坨村。